# ワーナー・ブラザース・アニメーション
ワーナー・ブラザース・アニメーション（Warner Bros. Animation）は、アメリカ合衆国のワーナー・ブラザース・テレビジョン・グループの子会社であるアニメ製作会社である。
1933年に設立されたワーナー・ブラザース・カートゥーンを前身とし、映画・テレビでのアニメ作品の製作を行っている。特に、『ルーニー・テューンズ』や『トムとジェリー』といったコメディー作品や、DCコミックスの漫画を原作とするスーパーヒーロー作品で知られている。
2001年、ワーナー傘下にあったアニメーション制作会社のハンナ・バーベラ・プロダクション（メトロ・ゴールドウィン・メイヤー（MGM）で『トムとジェリー』を制作したウィリアム・ハンナとジョセフ・バーベラが1957年に設立した）を併合した。

## 概要
上記の『ルーニー・テューンズ』に登場するバッグス・バニー、ダフィー・ダック、トゥイーティーなどは、ワーナー・ブラザースを代表するキャラクターであり、『トムとジェリー』に登場する猫とネズミのコンビ、トムとジェリーと共に、日本でも人気のあるキャラクターとなっている。
映画においては、1996年に公開された『スペース・ジャム』では、実写とアニメーションを合成する技法を用いて、当時人気のバスケットボール選手であったマイケル・ジョーダンを『ルーニー・テューンズ』のキャラクターと共演させている。また2013年より、それまで映画作品を担当していたワーナー・ブラザース・フィーチャー・アニメーション（Warner Bros. Feature Animation）に代わって設立された専門部署ワーナー・アニメーション・グループ（Warner Animation Group）がCGによるアニメ映画作品を手掛けており、『LEGO® ムービー』をはじめとするレゴブロックを題材にした作品を発表している。
また近年ではウェブ配信シリーズとして『バットマン・アンリミテッド』『DCスーパーヒーロー・ガールズ』を製作。YouTube上の公式チャンネルで公開している。
2022年5月11日、ワーナー・ブラザース・アニメーションは、新しい所有者であるワーナー・ブラザース・ディスカバリーによるワーナー・ブラザース グローバルキッズ、ヤングアダルト&クラシック部門が解散した後、ワーナー・ブラザース・テレビジョンの下に移動した。
2022年10月11日、ワーナー・ブラザース・アニメーションは、ワーナー・ブラザース・ディスカバリーによるさらなるリストラの一環として、開発チームと制作チームをカートゥーン ネットワーク・スタジオと統合した。合併はスタジオのアウトプットやブランディングに影響を与えていない。

## 作品

### 長編映画

#### 公開済みの作品
| --（1）                                                    | バットマン/マスク・オブ・ファンタズム         | Batman: Mask of the Phantasm                   | 1993年12月25日 | $6,000,000  | $5,830,391   |
| --（8）                                                    | ティーン・タイタンズGO! トゥ・ザ・ムービー    | Teen Titans Go! To the Movies                  | 2018年07月27日 | $10,000,000 | $52,090,236  |
| --（9）                                                    | ロード・オブ・ザ・リング/ローハンの戦い       | The Lord of the Rings: The War of the Rohirrim | 2024年12月13日 | $30,000,000 | $20,458,572  |
| ワーナー・ブラザース・フィーチャー・アニメーション担当作品 |                                               |                                                |                |             |              |
| 1（2）                                                     | スペース・ジャム                              | Space Jam                                      | 1996年11月15日 | $80,000,000 | $230,594,962 |
| 2（3）                                                     | キャッツ・ドント・ダンス                      | Cats Don't Dance                               | 1997年3月26日  | $32,000,000 | $3,588,602   |
| 3（4）                                                     | 魔法の剣 キャメロット                         | Quest for Camelot                              | 1998年05月15日 | $40,000,000 | $22,510,798  |
| 4（5）                                                     | アイアン・ジャイアント                        | The Iron Giant                                 | 1999年08月06日 | $70,000,000 | $31,709,604  |
| 5（6）                                                     | バクテリア・ウォーズ                          | Osmosis Jones                                  | 2001年08月10日 | $70,000,000 | $14,026,418  |
| 6（7）                                                     | ルーニー・テューンズ:バック・イン・アクション | Looney Tunes: Back in Action                   | 2003年11月14日 | $80,000,000 | $68,514,844  |

### テレビシリーズ

#### アンソロジーシリーズ
- ルーニー・テューンズ作品
  - The Bugs Bunny Show（1960年 - 2000年）
  - メリー・メロディーズ（1990年 - 1994年）
  - That's Warner Bros.!（1995年 - 1996年）
  - Bugs 'n' Daffy（1996年 - 1999年）
  - The Daffy Duck Show（1996年 - 1997年）
- The Cat & Birdy Warneroonie Pinky Brainy Big Cartoonie Show（英語版）（1999年 - 2000年）

#### オリジナルシリーズ
| #  | 邦題                                   | 原題                             | オンエア期間    | ネットワーク                                                              |
| -- | -------------------------------------- | -------------------------------- | --------------- | ------------------------------------------------------------------------- |
| 1  | タイニー・トゥーンズ                   | Tiny Toon Adventures             | 1990年 - 1995年 | フォックス放送                                                            |
| 2  | バットマン                             | Batman: The Animated Series      | 1992年 - 1995年 | フォックス放送                                                            |
| 3  | アニマニアックス                       | Animaniacs                       | 1993年 - 1998年 | フォックス放送 The WB                                                     |
| 4  | シルベスター&トゥイーティー ミステリー | The Sylvester & Tweety Mysteries | 1995年 - 2002年 | The WB                                                                    |
| 5  | スーパーマン                           | Superman: The Animated Series    | 1996年 - 2000年 | The WB                                                                    |
| 6  | バットマン・ザ・フューチャー           | Batman Beyond                    | 1999年 - 2001年 | The WB                                                                    |
| 7  | ジャスティス・リーグ                   | Justice League                   | 2001年 - 2004年 | カートゥーン・ネットワーク                                                |
| 8  | ベビー・ルーニー・テューンズ           | Baby Looney Tunes                | 2002年 - 2005年 | カートゥーン・ネットワーク                                                |
| 9  | ムーチャ・ルーチャ!                    | ¡Mucha Lucha!                    | 2002年 - 2005年 | The WB                                                                    |
| 10 | オジー&ドリックス                      | Ozzy & Drix                      | 2002年 - 2004年 | The WB                                                                    |
| 11 | ダック・ドジャース                     | Duck Dodgers                     | 2003年 - 2005年 | カートゥーン・ネットワーク                                                |
| 12 | ティーン・タイタンズ                   | Teen Titans                      | 2003年 - 2006年 | カートゥーン・ネットワーク                                                |
| 13 | ザ・バットマン                         | The Batman                       | 2004年 - 2008年 | The WB CWテレビジョンネットワーク                                         |
| 14 | ジョニーテスト                         | Johnny Test                      | 2005年 - 2014年 | The WB CWテレビジョンネットワーク テレトゥーン カートゥーン・ネットワーク |
| 15 | トムとジェリー テイルズ                | Tom and Jerry Tales              | 2006年 - 2008年 | The CW                                                                    |
| 16 | バットマン:ブレイブ&ボールド           | Batman: The Brave and the Bold   | 2008年 - 2011年 | カートゥーン・ネットワーク                                                |
| 17 | ヤング・ジャスティス                   | Young Justice                    | 2010年 - 2013年 | カートゥーン・ネットワーク                                                |
| 18 | ルーニー・テューンズ・ショー           | The Looney Tunes Show            | 2011年 - 2014年 | カートゥーン・ネットワーク                                                |
| 19 | ティーン・タイタンズGO!                | Teen Titans Go!                  | 2013年 -        | カートゥーン・ネットワーク                                                |
| 20 | トムとジェリー ショー                  | The Tom and Jerry Show           | 2014年 - 2021年 | カートゥーン・ネットワーク                                                |
| 21 | 新 ルーニー・テューンズ                | New Looney Tunes                 | 2015年 - 2020年 | カートゥーン・ネットワーク Boomerang                                      |
| 22 | バニキュラ                             | Bunnicula                        | 2016年 - 2018年 | カートゥーン・ネットワーク Boomerang                                      |
| 23 | 爆笑!シアター・パコーン                | Right Now Kapow                  | 2016年 - 2017年 | ディズニーXD                                                              |
| 24 | ジャスティス・リーグ・アクション       | Justice League Action            | 2016年 - 2018年 | カートゥーン・ネットワーク                                                |
| 25 | ドロシーとオズの魔法使い               | Dorothy and the Wizard of Oz     | 2017年 - 2020年 | カートゥーン・ネットワーク Boomerang                                      |
| 26 | チキチキマシン猛レース!                | Wacky Races                      | 2017年 - 2019年 | カートゥーン・ネットワーク Boomerang                                      |
| 27 | プリンセス ユニキャット                | Unikitty!                        | 2017年 - 2020年 | カートゥーン・ネットワーク                                                |
| 28 | DCスーパーヒーロー・ガールズ           | DC Super Hero Girls              | 2019年 - 2021年 | カートゥーン・ネットワーク                                                |
| 29 | ハーレイ・クイン                       | Harley Quinn                     | 2019年 -        | DCユニバース HBO Max                                                      |
| 30 | ルーニー・テューンズ・カートゥーンズ   | Looney Tunes Cartoons            | 2020年 - 2024年 | HBO Max カートゥーン・ネットワーク                                        |
| 31 | アニマニアックス                       | Animaniacs                       | 2020年 - 2023年 | Hulu                                                                      |
| 32 | トムとジェリー ショート                | Tom and Jerry Special Shorts     | 2021年          | HBO Max カートゥーン・ネットワーク                                        |
| 33 | トムとジェリー in ニューヨーク         | Tom and Jerry in New York        | 2021年          | HBO Max テレトゥーン カートゥーン・ネットワーク                           |
| 34 | ジェリーストーン!                      | Jellystone!                      | 2021年 - 2025年 | HBO Max カートゥーン・ネットワーク                                        |
| 35 | バッグス・バニー ビルダーズ            | Bugs Bunny Builders              | 2022年 - 2023年 | Max カートゥーン・ネットワーク カートゥニート                             |
| 36 | バットウィール                         | Batwheels                        | 2022年 - 2023年 | Max カートゥーン・ネットワーク カートゥニート                             |
| 37 | Tom and Jerry                          | Tom and Jerry                    | 2023年          | カートゥーン・ネットワーク（アジア）                                      |
| 38 | アドベンチャー・ウィズ・スーパーマン   | My Adventures with Superman      | 2023年 -        | アダルトスイム カートゥーン・ネットワーク                                 |
| 39 | タイニー・トゥーンズのハチャメチャ学園 | Tiny Toons Looniversity          | 2023年 -        | Max カートゥーン・ネットワーク                                            |
| 40 | バットマン:マントの戦士                | Batman: Caped Crusader           | 2024年          | Amazon Prime Video                                                        |
| 41 | クリーチャー・コマンドーズ             | Creature Commandos               | 2024年          | Max                                                                       |

### ウェブシリーズ
| # | 邦題                         | 原題                | 配信期間        | 配信サイト |
| - | ---------------------------- | ------------------- | --------------- | ---------- |
| 1 | バットマン・アンリミテッド   | Batman Unlimited    | 2015年 - 2016年 | YouTube    |
| 2 | DCスーパーヒーロー・ガールズ | DC Super Hero Girls | 2015年 - 2018年 | YouTube    |

### ビデオ映画
| #                               | 邦題                                                                | 原題                                                                       | 発売日                 |
| トムとジェリーシリーズ          | トムとジェリーシリーズ                                              | トムとジェリーシリーズ                                                     | トムとジェリーシリーズ |
| ------------------------------- | ------------------------------------------------------------------- | -------------------------------------------------------------------------- | ---------------------- |
| 1                               | トムとジェリー魔法の指輪                                            | Tom and Jerry: The Magic Ring                                              | 2002年03月12日         |
| 2                               | トムとジェリー 火星へ行く                                           | Tom and Jerry: Blast Off to Mars                                           | 2005年01月18日         |
| 3                               | トムとジェリー ワイルドスピード                                     | Tom and Jerry: The Fast and the Furry                                      | 2005年10月11日         |
| 4                               | トムとジェリーの宝島                                                | Tom and Jerry: Shiver Me Whiskers                                          | 2006年08月22日         |
| 5                               | トムとジェリーのくるみ割り人形                                      | Tom and Jerry: A Nutcracker Tale                                           | 2007年10月02日         |
| 6                               | トムとジェリー シャーロック・ホームズ                               | Tom and Jerry Meet Sherlock Holmes                                         | 2010年08月24日         |
| 7                               | トムとジェリー オズの魔法使                                         | Tom and Jerry and the Wizard of Oz                                         | 2011年08月23日         |
| 8                               | トムとジェリー ロビン・フッド                                       | Tom and Jerry: Robin Hood and His Merry Mouse                              | 2012年10月02日         |
| 9                               | トムとジェリー ジャックと豆の木                                     | Tom and Jerry's Giant Adventure                                            | 2013年08月06日         |
| 10                              | トムとジェリーと迷子のドラゴン                                      | Tom and Jerry: The Lost Dragon                                             | 2014年09月02日         |
| 11                              | トムとジェリー スパイ・クエスト                                     | Tom and Jerry: Spy Quest                                                   | 2015年06月23日         |
| 12                              | トムとジェリー すくえ!魔法の国オズ                                  | Tom and Jerry: Back to Oz                                                  | 2016年06月21日         |
| 13                              | トムとジェリー 夢のチョコレート工場                                 | Tom and Jerry: Willy Wonka and the Chocolate Factory                       | 2017年07月11日         |
| 14                              | トムとジェリー カウボーイ・アップ!                                  | Tom and Jerry: Cowboy Up!                                                  | 2022年01月25日         |
| 15                              | トムとジェリー スノーマウスと雪の魔法                               | Tom and Jerry: Snowman's Land                                              | 2022年11月15日         |
| LEGO® スーパー・ヒーローズ      |                                                                     |                                                                            |                        |
| 1                               | LEGO® スーパー・ヒーローズ:ジャスティス・リーグ〈クローンとの戦い〉 | Lego DC Comics Super Heroes: Justice League vs. Bizarro League             | 2015年02月10日         |
| 2                               | LEGO® スーパー・ヒーローズ:ジャスティス・リーグ〈悪の軍団誕生〉     | Lego DC Comics Super Heroes: Justice League - Attack of the Legion of Doom | 2015年08月25日         |
| 3                               | LEGO® スーパー・ヒーローズ:ジャスティス・リーグ〈地球を救え!〉      | Lego DC Comics Super Heroes: Justice League - Cosmic Clash                 | 2016年03月01日         |
| 4                               | LEGO® スーパー・ヒーローズ:ジャスティス・リーグ〈ゴッサム大脱出〉   | Lego DC Comics Super Heroes: Justice League - Gotham City Breakout         | 2016年07月12日         |
| スーパーマンシリーズ            |                                                                     |                                                                            |                        |
| 1                               | スーパーマン:ドゥームズデイ                                         | Superman: Doomsday                                                         | 2007年09月18日         |
| 2                               | オールスター・スーパーマン                                          | All-Star Superman                                                          | 2011年02月22日         |
| 3                               | スーパーマン VS. エリート                                           | Superman vs. The Elite                                                     | 2012年06月12日         |
| 4                               | スーパーマン:アンバウンド                                           | Superman: Unbound                                                          | 2013年05月07日         |
| 5                               | デス・オブ・スーパーマン                                            | The Death of Superman                                                      | 2018年                 |
| 6                               | -                                                                   | Reign of the Supermen                                                      | 2019年                 |
| バットマンシリーズ              |                                                                     |                                                                            |                        |
| 1                               | バットマン:ゴッサムナイト                                           | Batman: Gotham Knight                                                      | 2008年07月08日         |
| 2                               | バットマン:アンダー・ザ・レッドフード                               | Batman: Under the Red Hood                                                 | 2010年07月27日         |
| 3                               | バットマン:イヤーワン                                               | Batman: Year One                                                           | 2011年10月18日         |
| 4                               | バットマン:ダークナイト・リターンズ Part 1                          | Batman: The Dark Knight Returns Part 1                                     | 2012年09月25日         |
| 5                               | バットマン:ダークナイト・リターンズ Part 2                          | Batman: The Dark Knight Returns Part 2                                     | 2013年01月29日         |
| 6                               | サン・オブ・バットマン                                              | Son of Batman                                                              | 2014年05月06日         |
| 7                               | バットマン VS. ロビン                                               | Batman vs. Robin                                                           | 2015年04月14日         |
| 8                               | バットマン:バッド・ブラッド                                         | Batman: Bad Blood                                                          | 2016年02月02日         |
| 9                               | バットマン:キリングジョーク                                         | Batman: The Killing Joke                                                   | 2016年07月23日         |
| 10                              | バットマン&ハーレイ・クイン                                         | Batman and Harley Quinn                                                    | 2017年08月15日         |
| スーパーマン/バットマンシリーズ |                                                                     |                                                                            |                        |
| 1                               | スーパーマン/バットマン:パブリック・エネミー                        | Superman/Batman: Public Enemies                                            | 2009年09月15日         |
| 2                               | スーパーマン/バットマン:アポカリプス                                | Superman/Batman: Apocalypse                                                | 2010年09月28日         |
| ジャスティス・リーグ            |                                                                     |                                                                            |                        |
| 1                               | ジャスティス・リーグ:ニューフロンティア                             | Justice League: The New Frontier                                           | 2008年02月26日         |
| 2                               | ジャスティス・リーグ Crisis On Two Earths                           | Justice League: Crisis on Two Earths                                       | 2010年02月23日         |
| 3                               | ジャスティス・リーグ:ドゥーム                                       | Justice League: Doom                                                       | 2012年02月28日         |
| 4                               | ジャスティス・リーグ:フラッシュポイント・パラドックス               | Justice League: The Flashpoint Paradox                                     | 2013年07月30日         |
| 5                               | ジャスティス・リーグ:ウォー                                         | Justice League: War                                                        | 2014年02月04日         |
| 6                               | ジャスティス・リーグ:アトランティスの進撃                           | Justice League: Throne of Atlantis                                         | 2015年01月27日         |
| 7                               | ジャスティス・リーグ:ゴッド&モンスター                              | Justice League: Gods and Monsters                                          | 2015年07月28日         |
| 8                               | ジャスティス・リーグ:ダーク                                         | Justice League Dark                                                        | 2017年02月07日         |
| スーサイド・スクワッド          |                                                                     |                                                                            |                        |
| 1                               | バットマン:アサルト・オン・アーカム                                 | Batman: Assault on Arkham                                                  | 2014年08月12日         |
| 2                               | スーサイド・スクワッド:ヘル・トゥ・ペイ                             | Suicide Squad: Hell to Pay                                                 | 2018年                 |
| ティーン・タイタンズ            |                                                                     |                                                                            |                        |
| 1                               | ジャスティス・リーグ VS. ティーン・タイタンズ                       | Justice League vs. Teen Titans                                             | 2016年03月29日         |
| 2                               | ティーン・タイタンズ:ジューダス・コントラクト                       | Teen Titans: The Judas Contract                                            | 2017年04月18日         |